# 500 миль Индианаполиса 1942
500 миль Индианаполиса 1942 года должны были пройти 30 мая 1942 года, в субботу, на трассе Индианаполис Мотор Спидвей. Эта гонка стала бы тридцатой (юбилейной) в истории её проведения.
Продажа билетов началась в ноябре 1941 года, но менее чем месяц спустя произошла атака на Перл Харбор и США вступили во Вторую мировую войну. В середине декабря гонка Инди-500 1942 года была отменена — из-за войны все автомобильные соревнования в США были запрещены для более рационального использования ресурсов. Трасса была закрыта, и следующая «пятисотка» прошла только в 1946 году.